# Jacobus Spijker
Jacobus Spijker (Hilversum, 7 december 1857 - Baarn, 21 maart 1932) was een Nederlandse rijtuigenbouwer en pionier van de auto-industrie.

## Zoon van een hoef- en kachelsmid
Jacobus werd geboren als jongste zoon van Jannetje de Groot en 'hoef, scherp- en kachelsmid tevens brandstoffenhandelaar' Jacobus Spijker sr. Jacobus had een oudere broer, Hendrik Jan. De ouderlijke hoef- en kachelsmederij stond aan de straatweg van s-Graveland naar Soestdijk. In het achterhuis aan de Kerkbrink werden ‘gegoten en geslagen’ kookfornuizen verkocht, maar vader Jacobus verzorgde ook de kerkverlichting en monteerde bliksemafleiders. Verder maakte hij siersmeedwerk voor tentwagens, ezelwagens, hittenwagens en bokkenkarren. De smederij met woonhuis aan de kerkbrink werden in de jaren negentig van de twintigste eeuw herbouwd en staan bekend als 'De Spijkerpandjes'.

Hendrik jr. slaagde voor het examen rijks-hoefsmid. In 1892 trouwde hij in Nieuwer-Amstel met de elf jaar jongere Geertruij Elisabeth Marlof. Geertruij's vermogende vader was zeer tegen het huwelijk met de onbekende Jacobus Spijker. Ze kregen samen een dochter.

## Rijtuigen
In 1880 begonnen de broers samen een eigen rijtuigfabriek aan het stationsplein in Hilversum. Daar had de Hollandsche IJzeren Spoorweg Maatschappij (HIJSM) grond aangekocht voor de aanleg van de spoorlijn en de bouw van het station. In de nieuwe rijtuigenfabriek werden door paarden getrokken rijtuigen gemaakt voor rijke mensen uit het Gooi en Amsterdam. Jacobus was daarbij de creatieve constructeur, Hendrik Jan deed vooral de zakelijke kant van het bedrijf. De eerste jaren werden vooral 'oliewagentjes' gemaakt ofwel 'Utrechtse tentwagentjes'. Door het maken van luxe pony- en ezelwagentjes kwamen zij in aanraking met de rijke bewoners van buitenplaatsen rondom Hilversum die ook behoefte hebben aan luxe rijtuigen. Ook werden rijtuigen verkocht aan afnemers in Engeland en Nederlands-Indië.

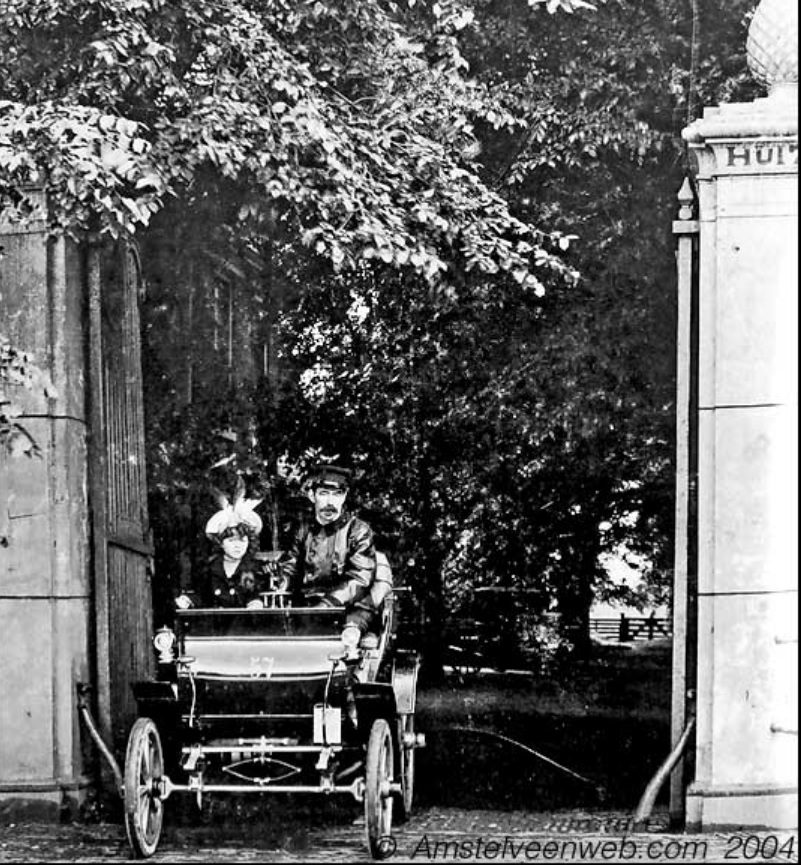
Jacobus Spijker met dochter Anna (1899)

In 1883 toonden de broers op de internationale Koloniale en Uitvoerhandel Tentoonstelling in Amsterdam een eigen landauer en een Indisch vierwielig rijtuigje dos-à-dos. Het leidde tot exportorders voor Javaanse vorsten. Voor het verschepen was de ligging van de fabriek aan de spoorlijn bij Hilversum erg gunstig. 
In 1886 verhuisde de fabriek naar Amsterdam, waar de familie Spijker hofstede Meerhuizen bewoonde aan de Amsteldijk.
Als handelsmerk werd met ‘spijkergaatjes’ de naam Spijker in de klep van het bokkistje van rijtuigen gezet. Ook was een wapenschilder in dienst, die adellijke wapens en monogrammen op de rijtuigportieren aanbracht. Voor de nieuwe autofabriek was veel geld nodig. Het bedrijf werd daarom in 1891 tot naamloze vennootschap ‘Rijtuigfabriek voorheen Gebroeders Spijker’. De broers bezaten de helft van de aandelen, commissarissen waren J.H. van Eeghen, H.J. Rahusen en S.W. Schaaper.
De fabricage van een koets voor de inhuldiging van Koningin Wilhelmina zorgde voor grote naamsbekendheid. Deze 'Gouden Koets' werd gemaakt in opdracht van de stad Amsterdam en was een geschenk van het Nederlandse volk.

## Auto's
Na het maken van studiereizen naar de VS en Frankrijk kochten de broers een Duitse Benz. Ze verfijnden en verfraaiden deze wagen naar eigen inzichten. De auto werd in 1899 in licentie gebouwd onder de naam Spijker-Benz. Daartoe bouwde Spijker een nieuwe autofabriek aan de Amsteldijk. In 1900 opende de aan de Amsterdamse Amsteldijk gelegen fabriek haar deuren. Het bedrijf toonde tijdens de eerste Amsterdamse autotentoonstelling in het Paleis voor Volksvlijt een eigen model. Dit model was de eerste auto met vierwielaandrijving en een zescilindermotor. Voor de benodigde technische kennis werden in 1901 Belgische constructeurs in dienst genomen. 
Omdat bijna de gehele productie naar Engeland werd geëxporteerd, werd in 1903 de merknaam gewijzigd in Spyker, de 'ij' was voor de Engelsen lastig uit te spreken. De Spyker was succesvol in enkele autorally's. Koningin Wilhelmina bestelde later meerdere 'Spykers'.
In 1907 kwam Hendrik-Jan Spijker om bij de scheepsramp met SS Berlin, waarna Jacobus Spijker zich terug uit de directie van de fabriek Trompenburg. De fabriek kwam tot grote bloei, maar het lukt Jacobus Spijker niet meer de fabriek overeind te houden. In 1927 werd Spyker failliet verklaard. Jacobus verliet in 1931 Amsterdam om zich te vestigen aan de Lindenlaan in Bussum. 
Na een bezoek aan zijn jarige dochter Anna aan Hertog Hendriklaan 5a in Baarn overleed Jacobus aan een hartinfarct in de Baarnse stationswachtkamer. Hij werd begraven aan de Nieuwe algemene begraafplaats in Baarn. De grafsteen bevat enkele foutjes. Zo wordt de naam Spyker gebruikt in plaats van Spijker en wordt 1858 vermeld als zijn geboortejaar in plaats van 1857.